# Достик (Магжана Жумабаєва район)
Дости́к (каз. Достық) — село у складі району Магжана Жумабаєва Північноказахстанської області Казахстану. Входить до складу Авангардського сільського округу.
Населення — 207 осіб (2021; 356 у 2009, 583 у 1999, 567 у 1989).
Національний склад станом на 1989 рік:
- казахи — 60 %
- росіяни — 26 %.

До 2018 року село називалось Хлібороб.